# 群馬県信用農業協同組合連合会
群馬県信用農業協同組合連合会（ぐんまけんしんようのうぎょうきょうどうくみあいれんごうかい）は、群馬県前橋市に本所を置いていた、群馬県内の農業協同組合の信用事業を統括していた県域農協系金融機関。県内農業協同組合を会員としていた。通称は「JA群馬信連」または「JAバンク群馬」。統一金融機関コードは3010であった。

## 概要
JA群馬信連の経営は安定していたが、農業を取り巻く環境の変化に対応するため、戦略的統合を謳い、2003年から農林中央金庫との統合の検討を開始。2011年10月、貯金や融資などの大半の業務を農林中金に統合した。また統合に先立ち農林中金は従来の前橋事務所を支店に昇格させた。
2014年10月に残りの業務を農林中金に移管し、同年10月にJA群馬信連は解散した。解散に伴いJA群馬信連の職員約70人は、すでに出向していた30名も含み全員が農林中金に転籍した。

## 沿革
- 1948年 - 設立。
- 2011年
  - 8月 - 個人貯金等を県内の農業協同組合に譲渡[4]。
  - 10月 - 公庫等受託業務・為替決済業務等を除き、農林中央金庫に事業譲渡[4]。
- 2014年10月 - 農林中央金庫に全部事業譲渡し解散[5][6]。